# Colin Braun
Colin Braun (Ovalo, 22 settembre 1988) è un pilota automobilistico statunitense, ha vinto tre volte il Campionato IMSA WeatherTech SportsCar, due nella classe PC (2014, 2015) e una nella LMP3 (2022), inoltre, ha vinto la 24 Ore di Daytona nel 2023.
Tra il 2007 al 2010 ha corso in NASCAR, nei campionati Truck Series e nel Xfinity Series.

## Carriera
Braun ha iniziato la sua carriera agonistica a 6 anni correndo in Kart, gareggiando in patria i primi due anni per poi spostarsi in Europa e in Giappone. A 14 anni passa alle corse in monoposto, vincendo i campionati di Formula Renault TR 1600 e Formula TR 2000 Pro Series. Nella sua prima parte della carriera Braun entra nel mondo NASCAR partecipando nella serie Xfinity Series parte time e nella Truck Series fino il 2010. Al Michigan International Speedway ottiene la sua unica vittoria nella NASCAR e nel 2009 chiude quinto in classifica. In questo periodo, nel 2007, partecipa alla sua prima 24 Ore di Le Mans, dove ottiene il secondo posto nella classe GT2.
Nel 2014 entra nel Campionato IMSA WeatherTech SportsCar nella classe PC con il team CORE Autosport. Al suo primo anno ottiene la vittoria della 24 Ore di Daytona e vince in campionato nella serie. L'anno seguente bissa il successo mentre nel 2016 non ottiene i risultati sperati chiudendo settimo.
Nel 2017 continua nella serie ma passa alla classe GTD guidando la Porsche 911 GT3 RS, ma l'anno seguente arriva nella classe regina, dove in coppia con Jon Bennett ottiene due vittorie e chiude secondo in campionato dietro alla Cadillac DPi-V.R di Eric Curran e Felipe Nasr. Nel 2018 porta in pista la nuova Nissan Onroak DPi.
Dal 2020 scende di classe prima nella LMP2 e poi nella LMP3 dove ottiene nel 2022 ottiene la vittoria del campionato.
Nel 2023 torna nella classe regina, la GTP guidando l'Acura ARX-06 del team Meyer Shank Racing in coppia con Tom Blomqvist. Ottiene la vittoria assoluta della 24 Ore di Daytona. Nel 2024 prende parte al campionato nella classe LMP2, ma nel 2025 torna nella massima serie con l'ARX-06 Ldel team Meyer Shank Racing in coppia Tom Blomqvist.

## Risultati

### 24 Ore di Le Mans
| Anno | Team                      | Co-pilota                   | Vettura          | Classe | Giri | Pos. | Class Pos. |
| ---- | ------------------------- | --------------------------- | ---------------- | ------ | ---- | ---- | ---------- |
| 2007 | Risi Competizione         | Tracy Krohn Niclas Jönsson  | Ferrari F430 GT2 | GT2    | 314  | 19º  | 2º         |
| 2023 | Algarve Pro Racing        | James Allen George Kurtz    | Oreca 07         | LMP2   | 321  | 20º  | 10º        |
| 2024 | CrowdStrike Racing by APR | Nicky Catsburg George Kurtz | Oreca 07         | LMP2   | 149  | Rit  | Rit        |
| 2025 | Nielsen Racing            | Cem Bölükbaşı Naveen Rao    | Oreca 07         | LMP2   | 170  | Rit  | Rit        |

### Campionato IMSA WeatherTech SportsCar
| Anno    | Squadra            | Classe | Vettura           | 1                              | 2      | 3      | 4      | 5      | 6      | 7      | 8      | 9      | 10    | 11    | 12    | 13    | Punti | Pos. |
| ------- | ------------------ | ------ | ----------------- | ------------------------------ | ------ | ------ | ------ | ------ | ------ | ------ | ------ | ------ | ----- | ----- | ----- | ----- | ----- | ---- |
| 2014    | CORE Autosport     | PC     | Oreca FLM09       | Chevrolet LS3 6.2 L V8         | DAY 1  | SEB 1  | LGA 7  | KAN 1  | WGL 1  | IMS 3  | ELK 8  | VIR 3  | AUS 2 | ATL 2 |       |       | 321   | 1º   |
| 2015    | CORE Autosport     | PC     | Oreca FLM09       | Chevrolet LS3 6.2 L V8         | DAY 2  | SEB 2  | LGA 2  | BEL 4  | WGL 4  | MOS 1  | LIM 4  | ELK 3  | AUS 1 | ATL 4 |       |       | 318   | 1º   |
| 2016    | CORE Autosport     | PC     | Oreca FLM09       | Chevrolet LS3 6.2 L V8         | DAY 8  | SEB 1  | LBH 7  | LGA 3  | BEL 2  | WGL 6  | MOS 1  | LIM 8  | ELK 2 | AUS   | ATL   |       | 245   | 7º   |
| 2017    | CORE Autosport     | GTD    | Porsche 911 GT3 R | Porsche 4.0 L Flat-6           | DAY 22 | SEB 16 | LBH 14 | AUS 14 | BEL 8  | WGL 13 | MOS 14 | LIM 17 | ELK 7 | VIR 8 | LGA 4 | PET 5 | 231   | 18º  |
| 2018    | CORE Autosport     | P      | Oreca 07          | Gibson GK428 4.2 L V8          | DAY 3  | SEB 4  | LBH 10 | MOH 13 | BEL 12 | WGL 2  | MOS 1  | ELK 1  | LGA 2 | ATL 7 |       |       | 274   | 2º   |
| 2019    | CORE Autosport     | DPi    | Nissan Onroak DPi | Nissan VR38DETT 3.8 L Turbo V6 | DAY 4  | SEB 5  | LBH 11 | MOH 11 | BEL 7  | WGL 11 | MOS 7  | ELK 10 | LGA 7 | ATL 8 |       |       | 230   | 10º  |
| 2020    | DragonSpeed USA    | LMP2   | Oreca 07          | Gibson GK428 4.2 L V8          | DAY 1  | SEB    | ELK    |        |        |        | ATL 2  | ATL 2  | LGA   | SEB   |       |       | 64    | 8º   |
| 2021    | CORE Autosport     | LMP3   | Ligier JS P320    | Nissan VK56DE 5.6L V8          | DAY 5  | SEB 1  | MOH 4  | WGL 2  | WGL 3  | ELK 1  | ATL 7  |        |       |       |       |       | 1990  | 2º   |
| 2022    | CORE Autosport     | LMP3   | Ligier JS P320    | Nissan VK56DE 5.6 L V8         | DAY 3  | SEB 5  | MDO 1  | WGL 2  | MOS 1  | ELK 3  | PET 5  |        |       |       |       |       | 2002  | 1º   |
| 2023    | Meyer Shank Racing | GTP    | Acura ARX-06      | Acura AR24e 2.4 L Turbo V6     | DAY 1  | SEB 6  | LBH 6  | LGA 6  | WGL 3  | MOS 1  | ROA 2  | IMS 6  | PET 1 |       |       |       | 2711* | 3º   |
| Legenda |                    |        |                   |                                |        |        |        |        |        |        |        |        |       |       |       |       |       |      |

*Stagione in corso.

### 24 Ore di Daytona

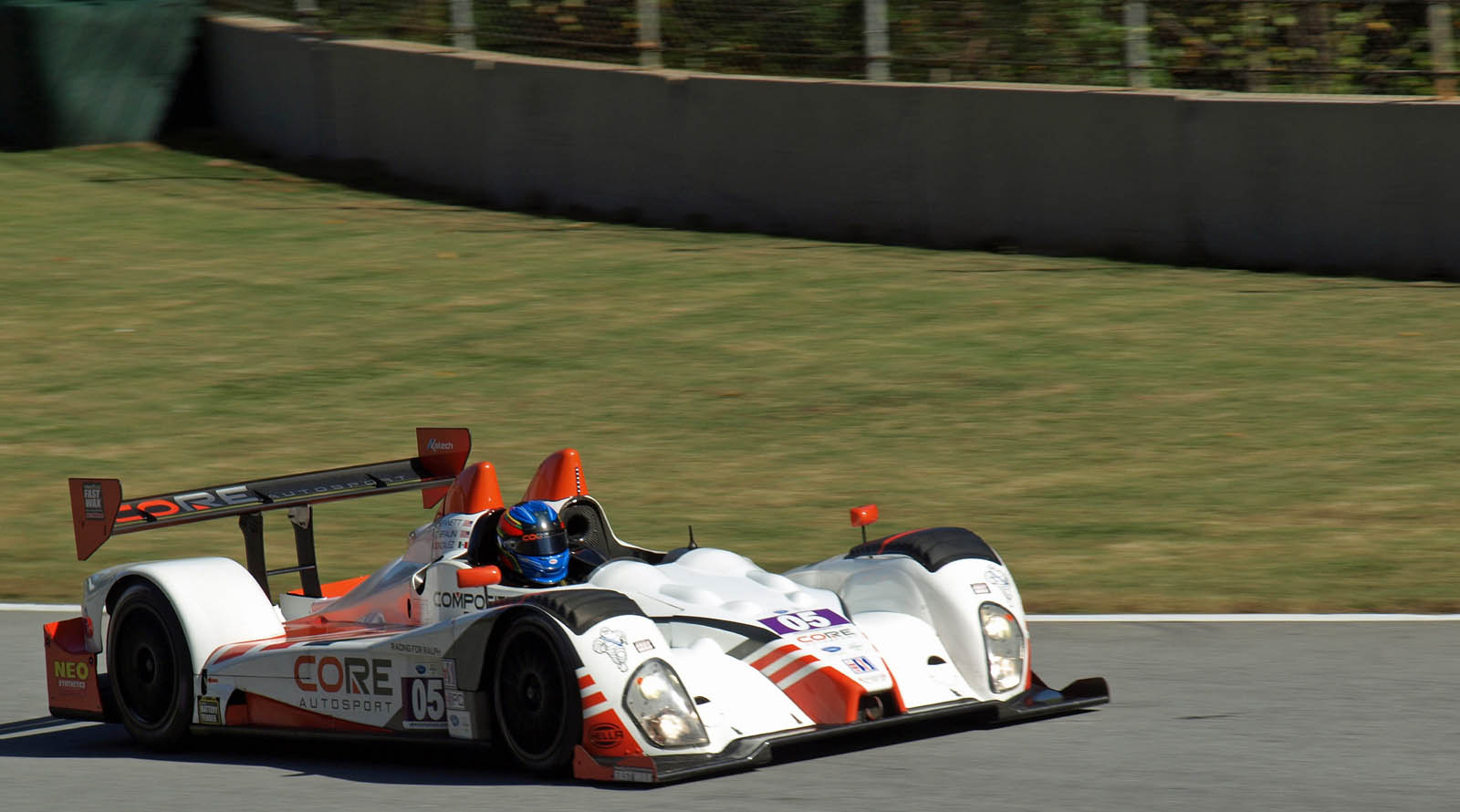
Colin Braun nel 2011 durante la Petit Le Mans

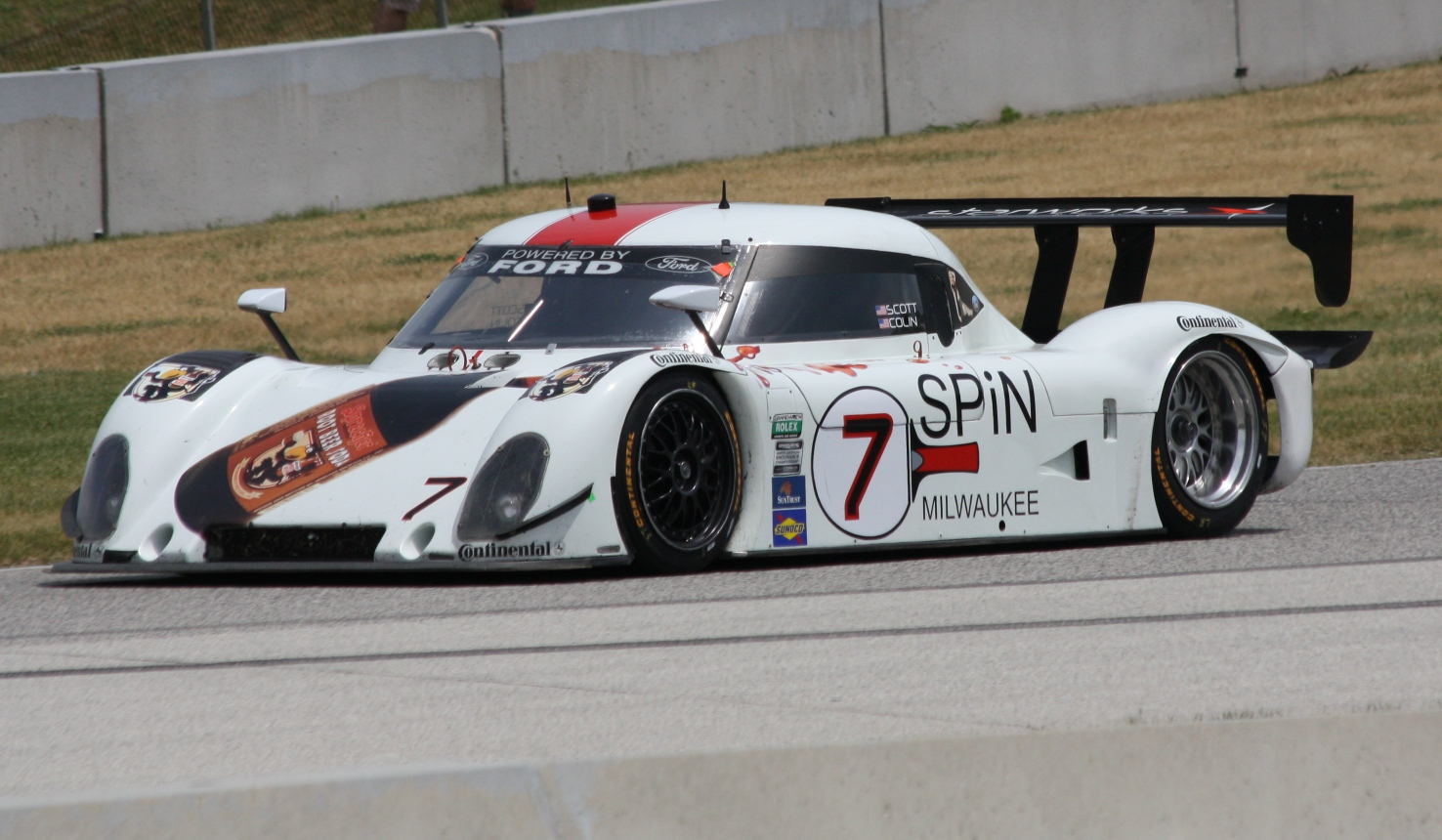
Colin Braun nel 2012 al Road America

| Anno | Team                                        | Co-pilota                                             | Vettura                     | Classe | Giri | Pos. | Class Pos. |
| ---- | ------------------------------------------- | ----------------------------------------------------- | --------------------------- | ------ | ---- | ---- | ---------- |
| 2005 | The Racer's Group                           | Ross Bentley Adrian Carrio Brad Coleman Kevin Buckler | Porsche 996 GT3 Cup         | GT     | 650  | 17º  | 7º         |
| 2006 | Krohn Racing                                | Tracy Krohn Niclas Jönsson Jörg Bergmeister           | Riley Mk. XI-Pontiac        | DP     | 717  | 5º   | 5º         |
| 2007 | Krohn Racing                                | Max Papis JJ Lehto                                    | Riley Mk. XI-Pontiac        | DP     | 615  | 17º  | 11º        |
| 2008 | AIM Autosport                               | Brian Frisselle Mark Wilkins Andrew Ranger            | Riley Mk. XI-Ford           | DP     | 448  | DNF  | DNF        |
| 2009 | Michael Shank Racing                        | Mark Patterson Oswaldo Negri Jr. Ryan Hunter-Reay     | Riley Mk. XX-Ford           | DP     | 262  | DNF  | DNF        |
| 2010 | Krohn Racing                                | Tracy Krohn Niclas Jönsson Ricardo Zonta              | Proto-Auto Lola B08/70-Ford | DP     | 735  | 4º   | 4º         |
| 2011 | Starworks Motorsport                        | Mike Forest Ryan Dalziel Jim Lowe Tomáš Enge          | Riley Mk. XX-Ford           | DP     | 552  | DNF  | DNF        |
| 2012 | Krohn Racing                                | Tracy Krohn Niclas Jönsson Ricardo Zonta              | Proto-Auto Lola B08/70-Ford | DP     | 713  | 19º  | 11º        |
| 2013 | Doran Racing                                | Jon Bennett Jim Lowe Paul Tracy                       | Dallara (Riley) Mk. XX-Ford | DP     | 286  | DNF  | DNF        |
| 2014 | CORE Autosport                              | Jon Bennett James Gue Mark Wilkins                    | Oreca FLM09-Chevrolet       | PC     | 678  | 9º   | 1º         |
| 2015 | CORE Autosport                              | Jon Bennett James Gue Mark Wilkins                    | Oreca FLM09-Chevrolet       | PC     | 704  | 10º  | 2º         |
| 2016 | CORE Autosport                              | Jon Bennett Martin Plowman Mark Wilkins               | Oreca FLM09-Chevrolet       | PC     | 160  | DNF  | DNF        |
| 2017 | CORE Autosport                              | Jon Bennett Patrick Long Niclas Jönsson               | Porsche 911 GT3 R           | GTD    | 340  | DNF  | DNF        |
| 2018 | CORE Autosport                              | Jon Bennett Romain Dumas Loïc Duval                   | Oreca 07-Gibson             | P      | 808  | 3º   | 1º         |
| 2019 | CORE Autosport                              | Jon Bennett Romain Dumas Loïc Duval                   | Nissan DPi                  | DPi    | 589  | 4º   | 4º         |
| 2020 | DragonSpeed USA                             | Ben Hanley Henrik Hedman Harrison Newey               | Oreca 07-Gibson             | LMP2   | 811  | 9º   | 1º         |
| 2021 | CORE Autosport                              | Jon Bennett George Kurtz Matt McMurry                 | Ligier JS P320              | LMP3   | 737  | 31º  | 5º         |
| 2022 | CORE Autosport                              | Jon Bennett George Kurtz Niclas Jönsson               | Ligier JS P320              | LMP3   | 721  | 16º  | 3º         |
| 2023 | Meyer Shank Racing                          | Hélio Castroneves Tom Blomqvist Simon Pagenaud        | Acura ARX-05                | GTP    | 783  | 1º   | 1º         |
| 2024 | CrowdStrike Racing by APR                   | Malthe Jakobsen George Kurtz Toby Sowery              | Oreca 07                    | LMP2   | 767  | 10   | 2º         |
| 2025 | Acura Meyer Shank Racing con Curb-Agajanian | Tom Blomqvist Scott Dixon                             | Acura ARX-06                | GTP    | 781  | 2º   | 2º         |

### Risultati nella ALMS
| Anno    | Squadra            | Classe | Vettura  | SEP | SEP | DUB | ABU | ABU | Punti | Pos. |
| ------- | ------------------ | ------ | -------- | --- | --- | --- | --- | --- | ----- | ---- |
| 2023-24 | CrowdStrike Racing | LMP2   | Oreca 07 | 6   | 1   | 3   | 1   | 5   | 83    | 1°   |
| Legenda |                    |        |          |     |     |     |     |     |       |      |

### Risultati IndyCar Series
| Anno | Squadra           | Telaio       | Motore | 1      | 2   | 3   | 4   | 5    | 6   | 7   | 8   | 9   | 10  | 11  | 12  | 13  | 14  | 15  | 16  | 17  | Punti | Pos. |
| ---- | ----------------- | ------------ | ------ | ------ | --- | --- | --- | ---- | --- | --- | --- | --- | --- | --- | --- | --- | --- | --- | --- | --- | ----- | ---- |
| 2024 | Dale Coyne Racing | Dallara DW12 | Honda  | STP 20 | LBH | ALA | IMS | INDY | DET | ROA | LAG | MDO | IOW | IOW | TOR | GAT | POR | MIL | MIL | NSH | 10*   |      |

* Stagione in corso.